# 加斯东·伽利玛
加斯东·伽利玛（Gaston Gallimard，法語：[ɡalimaːʁ]，1881年1月18日—1975年12月25日）是一位法国出版家。
1908年，他与安德烈·紀德和让·施卢姆贝格尔（Jean Schlumberger）一起创办《新法兰西评论》（La Nouvelle Revue Française）月刊。1911年，三人建立了新法兰西评论出版社。1919年，他创建了自己的出版社，名为伽利玛书店（Librairie Gallimard），不过继续与 NRF 密切合作。伽利玛出版社是法国最有影响的出版社之一，出版了许多安德烈·紀德、普鲁斯特、安德烈·马尔罗、萨特和阿尔贝·加缪的作品。